# كاتي باركر
كاتي باركر (بالإنجليزية: Katie Parker)‏ هي دراجة أسترالية، ولدت في 19 فبراير 1979.